# Poussière intelligente
 (septembre 2012).
Pour les articles homonymes, voir Poussière (homonymie).
La poussière intelligente ("smartdust" en Anglais) est un réseau sans fil de minuscules microsystèmes électromécaniques (MEMS), de capteurs, de robots ou de dispositifs, qui permet de mesurer par exemple la lumière, la température ou des vibrations.
De tels systèmes peuvent théoriquement être mis en communication avec un serveur ou avec des systèmes d'analyse via un réseau informatique sans fil. 
Cette poussière intelligente peut être dispersée dans un environnement donné (air, eau...) pour y effectuer certaines tâches simples, et renvoyer des informations (par radiofréquence).

## Histoire
Le concept de « Smart Dust » a longtemps relevé de la science fiction (grâce à des auteurs comme Stanislaw Lem, Neal Stephenson et Vernor Vinge). Il daterait (sous ce nom) de 1992 ; il aurait alors émergé d'un atelier conduit à la RAND et d'une série d'études faites par l'ISAT DARPA vers le milieu des années 1990 en raison de possibles applications militaires ;
Les travaux et chercheurs de l'UCLA et de l'Université du Michigan l'ont fortement influencé. La première présentation publique du concept sous ce nom aurait été faite en 1996 à Anaheim lors d'une réunion de l'American Vacuum Society .
Une proposition d'étude concernant ce sujet a été déposée en 1997 à la DARPA  par 3 chercheurs de l'université de Californie (Berkeley) : Kristofer S. J. Pister, Joe Kahn et Bernhard Boser. La proposition, visant la construction de réseaux de capteurs sans fil d'un volume d'un millimètre cube, a été retenue pour financement en 1998. Les auteurs du projet ont réussi à créer un micro-robot solaire de 16 mm3 et des capteurs plus petits qu'un grain de riz, et le projet TinyOS a débuté à Berkeley.
La question des communications a ensuite été améliorée par Brett Warneke & al. (2001), et divers chercheurs portent leurs efforts vers des robots encore plus petits (de l'ordre du micromètre).
La composante « Ultra-Fast Syste » du Centre de recherche sur la nanoélectronique de l'Université de Glasgow est membre fondateur d'un grand consortium international qui travaille au développement d'un concept proche et lié à celui-ci les « Smart specs », pour l'exploration spatiale
Plusieurs méthodes d'auto-assemblage ont été proposées et en 2015, plusieurs systèmes de micro-capteurs sont déjà commercialement disponibles.
La poussière intelligente est entrée dans le Hype Cycle 2013 sur les technologies émergentes de Gartner, en tant que technologie la plus spéculative.

## Limites
Sans relais ou une antenne de taille beaucoup plus importante (du type de celle des petits appareils intelligents et communicants) cette poussière est peu communicante. Elle nécessite un « Dispositif radiofréquence millimétrique ». 
Elle peut en outre être vulnérable aux conditions environnementales (vent, abrasion, pluie, ruissellement, ultraviolets solaires..) ainsi qu' à l' incapacité électromagnétique et la destruction par exposition aux micro-ondes.

### Sources
- How stuff works: motes
- Web of Sensors "In the wilds of the San Jacinto Mountains, along a steep canyon, scientists are turning 30 acres [121,000 m²] of pines and hardwoods in California into a futuristic vision of environmental study. They are linking up more than 100 tiny sensors, robots, cameras and computers, which are beginning to paint an unusually detailed portrait of this lush world, home to more than 30 rare and endangered species. Much of the instrumentation is wireless. Devices the size of a deck of cards — known as motes, after dust motes..."